# Diego Hernández Colmenero
Diego Hernández Colmenero, participó en las exploraciones del nuevo continente, entre todas destaca la expedición descubridora de Brasil. Su matrimonio con la hija de Martín Alonso Pinzón, Catalina Pinzón Álvarez, dio origen a un linaje de marinos (Linaje Hernández-Pinzón) que participaron en las futuras exploraciones, descubrimientos y conquistas del nuevo mundo.

## Biografía
Después de capitular en Sevilla, con el obispo Fonseca, en nombre de los Reyes Católicos, el 19 de noviembre de 1499, salió  Vicente Yáñez Pinzón del Puerto de Palos al mando de cuatro pequeñas carabelas, por propia iniciativa y a sus expensas. Le acompañaban gran cantidad de parientes y amigos, entre ellos Diego Hernández Colmenero, yerno de su hermano Martín Alonso Pinzón.
Anglería informa de que, pasadas las Canarias y las islas de Cabo Verde, las naves de Vicente Yáñez tomaron rumbo sudoeste hasta perder de vista la Estrella Polar. Por primera vez, los marinos españoles pasaban el ecuador y se adentraban en el Hemisferio Sur. Contingencia grave, porque lógicamente no sabían guiarse por las estrellas del cielo austral.
Las Casas afirma que "tomado el camino de las Canarias y de allí a las de Cabo Verde, y salido de la de Santiago, que es una dellas, a 13 días de enero de 1500 años, tomaron la vía del Austro y después al Levante, y andadas, según dijeron, 700 leguas, perdieron el Norte y pasaron la línea equinoccial. Pasados della, tuvieron una terribilísima tormenta que pensaron perecer; anduvieron por aquella vía del Oriente o Levante otras 240 leguas". Herrera dice lo mismo, pero hace constar, cuando narra el paso de la línea equinoccial, que Vicente Yáñez fue «el primer súbdito de la Corona de Castilla y de León que la atravesó». Por fin, nos dice Anglería: 

(...) el 26 de enero vieron tierra desde lejos, y observando la turbiedad del agua del mar, echaron la sonda y hallaron una profundidad de 16 codos, que vulgarmente llaman brazadas. Acercáronse y desembarcaron y, habiendo permanecido allí dos días, pues no encontraron en ese tiempo hombre alguno por más que vieron huellas suyas en la playa, grabaron en los árboles y rocas próximas al litoral los nombres de los Reyes y los propios, con noticia de su llegada, y se marcharon.
Pedro Mártir de Anglería (Décadas del Nuevo Mundo, 1501)

Nada más. Asombrosa la parquedad de palabras del exuberante Pedro Mártir, sobre todo comparada con la anterior parrafada y con lo que del mismo hecho dice Las Casas cuando afirma que el "26 de enero vieron tierra bien lejos; ésta fue el cabo que agora se llama de Sant Agustín, y los portugueses la Tierra del Brasil: púsole Vicente Yáñez entonces por nombre cabo de Consolación".
El fraile sevillano insertó en su obra dos afirmaciones muy importantes: primero, que el cabo al que llegó la expedición de Diego Hernández Colmenero, bautizado como Consolación, era el cabo conocido como San Agustín. Segundo, que tomaron posesión de la tierra. Fray Bartolomé sigue el relato del milanés, pero no duda en completarlo con las informaciones y convicciones que ha ido recopilando en el transcurrir de los años. Para él no existía la menor duda: el cabo de Santa María de la Consolación era el de San Agustín, primera tierra descubierta en el Brasil por la expedición, que tomó posesión de ella. Ante la actitud hostil de los indígenas, deciden izar las velas y seguir navegando hasta que llegaron a: 

(...) otro río, pero no con suficiente profundidad para ser recorrido con las carabelas por lo cual enviaron a tierra para reconocerla cuatro esquifes de servicio con hombres armados. Estos vieron sobre una eminencia próxima a la costa una multitud de indígenas, a quienes, enviando delante un soldado de infantería invitaron a tratar. Pareció que ellos intentaban apoderarse y llevarse consigo a nuestro hombre, pues así como éste les había arrojado para atraerlos un cascabel, ellos, desde lejos, hicieron otro tanto con un palito dorado de un codo; y al inclinarse el español para cogerlo, rodeáronlo rápidamente con ánimo de apresarlo; pero nuestro infante, protegiéndose con el escudo y la espada de que estaba armado, se defendió hasta que sus compañeros lo ayudaron con los botes.

El triste resultado de este primer enfrentamiento cruento fueron, según todos los cronistas, ocho españoles muertos y más de una docena de heridos, siendo entre los indígenas bastante más numerosas las bajas. Los cronistas coinciden en la narración, con la matización de Oviedo, quien dice que fue una «pieza de oro labrada» lo que usaron los indios como cebo.
De este episodio deducen algunos autores que los indígenas conocían la ambición de oro de los cristianos. En primer lugar, el «palito de oro» que, poco a poco, de cronista en cronista, pasó a ser «pieza de oro labrada» no fue recuperado, por lo que nunca sabremos si de verdad era oro o no. Sin embargo, este hecho, así como una cruz encontrada por la expedición de Diego de Lepe, y que según el profesor Juan Manzano no les hubiera sorprendido tanto, ni Juan de la Cosa la hubiera reseñado en su famoso mapa, si hubieran creído que la habían colocado allí los hombres de Yáñez, son los endebles argumentos con los que este autor pone en duda que la verdadera descubridora del Brasil fuera la expedición de Pinzón, y atribuya, sin más, dicho mérito a la expedición del portugués Duarte Pacheco en 1498, que nadie sabe exactamente a dónde fue, porque las circunstancias políticas aconsejaron mantenerla en secreto.
Una hipótesis con la que, según el historiador Julio Izquierdo Labrado, no podemos estar de acuerdo por ser demasiado aventurada y gratuita, no sólo porque los argumentos, repetimos, son muy endebles, sino porque el secreto y el descubrimiento no son conceptos que se lleven bien. Descubrir no es sólo llegar, es tomar posesión, grabar nombres, dejar constancia de que se ha llegado, hacer que un escribano levante acta del acontecimiento, saber con mayor o menor exactitud a dónde se ha llegado, medir, cartografiar y, sobre todo, informar a reyes, cosmógrafos, cronistas, marinos, por citar algunos oficios, y público en general, de tal manera que las tierras a las que se ha llegado se incorporen al general conocimiento de la cultura, de la civilización que envía esa expedición. Eso es descubrir. Y eso no sucedió a partir de la llegada, si es que llegó, de Duarte Pacheco a la costa brasileña, sino de la expedición de Vicente Yáñez Pinzón merece el título de descubridora del Brasil. Título que, por cierto, no le escatimaron ni discutieron, como veremos, sus contemporáneos, ni españoles, ni portugueses.
Tampoco nadie disputó el título de descubridora y primera exploradoración del río Amazonas, lugar donde tuvo lugar el enfrentamiento relatado, en la boca del Pará, y del que se marcharon entristecidos a causa de los muertos, hasta llegar a lo que creyeron otro río que se encontraba a 40 leguas. En realidad, como ya afirma Oviedo en su crónica, se trataba de la otra orilla, la otra boca del inmenso Amazonas. Asombrados comprueban que el agua dulce se introduce 40 leguas en la mar, y renuevan toda el agua de sus vasijas. Decididos a investigar el secreto de un río tan poderoso, se dirigen hacia él y, según Anglería: 

descubrieron que desde unos grandes montes se precipitaban con gran ímpetu ríos de rápidas corrientes. Dicen que dentro de aquel piélago hay numerosas islas feraces por la riqueza de su suelo y llenas de pueblos. Cuentan que los indígenas de esta región son pacíficos y sociables, pero poco útiles para los nuestros, ya que no consiguieron de ellos ningún provecho apetecible, como oro o piedras preciosas; en vista de ello, se llevaron de allí 30 cautivos. Los indígenas llaman a dicha región Mariatambal; empero, la situada al oriente del río se dice Río Camamoro, y la occidental Paricora. Los indígenas indicaban que en el interior de aquella costa existía cantidad no despreciable de oro.
Pedro Mártir de Anglería (Décadas del Nuevo Mundo, 1501)

Oviedo afirma categóricamente que fue Vicente Yáñez Pinzón «el primero cristiano y español que dio noticia deste grand río», al que ya denomina Marañón, nombre que también utiliza Las Casas, aunque afirma no saber quién y por qué lo bautizaron así. Además el dominico añade la sorpresa que les produjo el fenómeno del macareo, «pues estando en el río con el gran ímpetu y fuerza del agua dulce y la de la mar que le resistía, hacían un terrible ruido y levantaba los navíos cuatro estados en alto, donde no padecieron chico peligro».
Entretenidos en esta exploración del Amazonas, fueron sobrepasados por la expedición de Diego de Lepe, que les venía siguiendo desde Palos. Así pues, en el Amazonas concluyeron los descubrimientos, estrictamente hablando, de la expedición por tierras brasileñas. Desde allí, nos dice Anglería, que siguieron la costa con rumbo «al occidente hacia Paria, en un espacio de 300 leguas, hasta la punta de tierra donde se pierde el polo ártico». Este punto es especialmente interesante y sobre él volveremos más adelante, al tratar sobre la polémica en torno a la situación del cabo de Santa María de la Consolación.
Anglería sigue informando sobre el viaje de Pinzón y Diego Hernández Colmenero, su llegada al Marañón (el Orinoco, aunque Las Casas llame así al Amazonas). Desde allí continuaron hasta el  golfo de Paria (actual Venezuela), donde precisamente cargaron tres mil libras de palo brasil, uno de los pocos productos que reportaron beneficios en este viaje. Con viento noroeste navegan entre varias islas, muy fértiles pero poco pobladas por la crueldad de los caníbales. Desembarcan en varias de ellas, descubriendo la isla de Mayo, pero los indígenas huyen. Encuentran enormes árboles y, entre ellos, un asombroso animal marsupial.
Habían recorrido ya 600 leguas, y pasado ya por la isla La Española, cuando en el mes de julio sufrieron una terrible tempestad, que hizo naufragar dos de las cuatro carabelas que llevaban en los bajos de Babueca, y se llevó a otra, arrancándola con violencia de sus anclas y haciéndola perderse de vista. Estaban desesperados cuando, afortunadamente, al cesar la tempestad volvió la carabela que creían perdida, tripulada por 18 hombres. «Con estas dos naves hicieron rumbo a España. Maltratados por las olas y habiendo perdido no pocos compañeros regresaron al suelo natal de Palos, junto a sus mujeres y a sus hijos, el 30 de septiembre».